# Lista de géneros da família Coccinellidae
Esta é uma lista de géneros da família coccinellidae. Os géneros estão repartidos pelas respectivas subfamílias e tribos. Esta família apresenta cerca de 360 géneros.

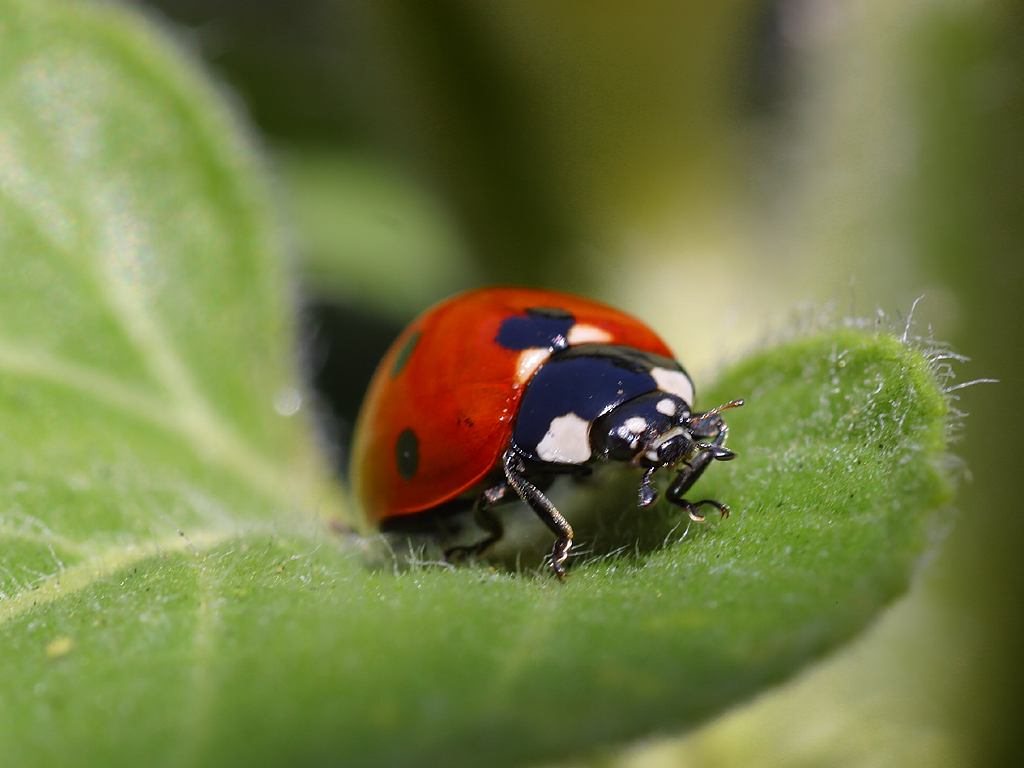
Uma joaninha Coccinellidae.

- Subfamília Coccidulinae
- Tribo Lithophilini
  - Lithophilus
- Tribo Monocorynini
  - Mimolithophilus
  - Monocoryna
- Tribo Coccidulini Uma joaninha Coccinellidae.
  - Adoxellus
  - Auladoria
  - Botynella
  - Bucolinus
  - Bucolus
  - Bura
  - Coccidula
  - Cranoryssus
  - Empia
  - Epipleuria
  - Eupalea
  - Erithionyx
  - Eupaleoides
  - Geodimmockius
  - Hazisia
  - Hypoceras
  - Microrhizobius
  - Mimoscymnus
  - Nothocolus
  - Nothorhyzobius
  - Orbipressus
  - Orynipus
  - Paracranoryssus
  - Planorbata
  - Psorolyma
  - Rhyzobius
  - Rodatus
  - Stenadalia
  - Stenococcus
  - Syntona
- Tribo Noviini
  - Anovia
  - Eurodolia
  - Novius
  - Rodolia
  - Vedalia
- Tribo Poriini
  - Poria
- Tribo Exoplectrini
  - Ambrocharis
  - Anisorhizobius
  - Aulis
  - Chapinella
  - Chnoodes
  - Coeliaria
  - Cyrtaulis
  - Dioria
  - Discoceras
  - Exoplectra
  - Neorhizobius
  - Neoryssomus
  - Hovaulis
  - Oridia
  - Peralda
  - Rhizoryssomus
  - Siola
  - Sumnius
- Tribo Azyini
  - Azya
  - Pseudoazya
- Tribo Cranophorini
  - Cassiculus
  - Cranophorus
- Tribo Oryssomini
  - Oryssomus
  - Pseudoryssomus
- Subfamília Coccinellinae
- Tribo Singhikalini
  - Singhikalia
- Tribo Coccinellini
  - Aages
  - Adalia
  - Ailocaria
  - Alloneda
  - Anatis
  - Anisolemnia
  - Anisosticta
  - Antineda
  - Anegleis
  - Aphidecta
  - Archegleis
  - Australoneda
  - Autotela
  - Bothrocalvia
  - Callicaria
  - Calvia
  - Cheilomenes
  - Chelonitis
  - Chloroneda
  - Cirocolla
  - Cleobora
  - Clynis
  - Coccinella
  - Coccinula
  - Coelophora
  - Coleomegilla
  - Cycloneda
  - Declivitata
  - Docimocaria
  - Dysis
  - Egleis
  - Eoadalia
  - Eoanemia
  - Eriopis
  - Erythroneda
  - Eumegilla
  - Harmonia
  - Heterocaria
  - Heteroneda
  - Hippodamia
  - Hysia
  - Illeis
  - Lemnia
  - Lioadalia
  - Macronaemia
  - Megalocaria
  - Megillina
  - Micraspis
  - Microcaria
  - Microneda
  - Mononeda
  - Mulsantina
  - Myrrha
  - Myzia
  - Naemia
  - Neda
  - Nedina
  - Neocalvia
  - Neoharmonia
  - Nesis
  - Oenopia
  - Oiocaria
  - Olla
  - Oxytella
  - Palaeoneda
  - Paranaemia
  - Phrynolemnia
  - Procula
  - Propylea
  - Pseudadonia
  - Pseudoenopia
  - Sospita
  - Sphaeroneda
  - Spiloneda
  - Synona
  - Synonycha
  - Xanthadalia
- Tribo Halyziini
  - Eothea
  - Halyzia
  - Macroilleis
  - Metamyrrha
  - Microneda
  - Neohalyzia
  - Oxytella
  - Protothea
  - Psyllobora
  - Vibidia
- Tribo Tytthaspidini
  - Bulaea
  - Isora
  - Tytthaspis
- Tribo Discotomini
  - Discotoma
  - Euseladia
  - Pristonema
  - Seladia
  - Vodella
- Subfamília Scymninae
- Tribo Aspidimerini
  - Acarinus
  - Aspidimerus
  - Cryptogonus
  - Pseudaspidimerus
- Tribo Stethorini
  - Stethorus
  - Parastethorus
- Tribo Scymnini
  - Acoccidula
  - Aponephus
  - Apseudoscymnus
  - Axinoscymnus
  - Clitostethus
  - Cryptolaemus
  - Cycloscymnus
  - Cyrema
  - Didion
  - Horniolus
  - Keiscymnus
  - Leptoscymnus
  - Midus
  - Nephaspis
  - Nephus
  - Depressoscymnus
  - Geminosipho
  - Parascymnus
  - Scymnobius
  - Sidis
  - Parasidis
  - Propiptus
  - Pseudoscymnus
  - Scymniscus
  - Scymnodes
  - Scymnomorpha
  - Scymnus
  - Veronicobius
- Tribo Diomini
  - Decadiomus
  - Diomus
  - Heterodiomus
  - Magnodiomus
  - Erratodiomus
- Tribo Scymnillini
  - Viridigloba
  - Zagloba
  - Zilus
- Tribo Selvadiini
  - Selvadius
- Tribo Hyperaspidini
  - Blaisdelliana
  - Corystes
  - Helesius
  - Hyperaspidius
  - Hyperaspis
  - Thalassa
  - Tiphysa
- Tribo Brachiacanthadini
  - Brachiacantha
  - Cyra
  - Hinda
- Tribo Pentiliini
  - Calloeneis
  - Curticornis
  - Pentilia
- Tribo Cryptognathini
  - Cryptognatha
- Subfamília Ortaliinae
- Tribo Ortaliini
  - Amida
  - Amidellus
  - Anortalia
  - Azoria
  - Cinachyra
  - Ortalia
  - Ortalistes
  - Paramida
  - Rhynchortalia
  - Scymnhova
  - Zenoria
- Subfamília Chilocorinae
- Tribo Telsimiini
  - Hypocyrema
  - Telsimia
- Tribo Platynaspidini
  - Crypticolus
  - Platynaspis
- Tribo Chilocorini
  - Anisorcus
  - Arawana
  - Axion
  - Brumoides
  - Brumus
  - Chilocorus
  - Cladia
  - Curinus
  - Egius
  - Endochilus
  - Exochomus
  - Halmus
  - Harpasus
  - Orcus
  - Parapriasus
  - Phaenochilus
  - Priasus
  - Priscibrumus
  - Simmondsius
  - Trichorcus
  - Xanthocorus
  - Zagreus
- Subfamília Sticholotidinae
- Tribo Sukunahikonini
  - Hikonasukuna
  - Orculus
  - Paraphellus
- Tribo Cephaloscymnini
  - Aneaporia
  - Cephaloscymnus
  - Neaporia
  - Prodilis
  - Prodiloides
- Tribo Microweiseini
  - Coccidophilus
  - Cryptoweisea
  - Dichaina
  - Diloponis
  - Gnathoweisea
  - Microcapillata
  - Microfreudea
  - Microweisea
  - Nipus
  - Pseudosmilia
  - Sarapidus
  - Stictospilus
- Tribo Carinodulini
  - Carinodula
  - Carinodulina
  - Carinodulinka
- Tribo Serangiini
  - Catana
  - Catanella
  - Delphastus
  - Microserangium
  - Serangiella
  - Serangium
- Tribo Shirozuellini
  - Ghanius
  - Medamatento
  - Promecopharus
  - Sasajiella
  - Shirozuella
- Tribo Plotinini
  - Ballida
  - Buprestodera
  - Catanaplotina
  - Haemoplotina
  - Paraplotina
  - Plotina
  - Protoplotina
  - Sphaeroplotina
- Tribo Sticholotidini
  - Boschalis
  - Bucolellus
  - Chilocorellus
  - Coelolotis
  - Coelopterus
  - Filipinolotis
  - Glomerella
  - Habrolotis
  - Hemipharus
  - Jauravia
  - Lenasa
  - Lotis
  - Mimoserangium
  - Neaptera
  - Nelasa
  - Neojauravia
  - Neotina
  - Nesina
  - Nesolotis
  - Nexophallus
  - Paracoelopterus
  - Parajauravia
  - Paranelasa
  - Paranesolotis
  - Parinesa
  - Pharopsis
  - Pharoscymnus
  - Phlyctenolotis
  - Semiviride
  - Sticholotis
  - Stictobura
  - Sulcolotis
  - Synonychimorpha
  - Trimallena
  - Xamerpillus
  - Xanthorcus
  - Xestolotis
- Tribo Limnichopharini
  - Limnichopharus
- Tribo Argentipilosini
  - Argentipilosa
- Subfamília Epilachninae
- Tribo Epilachnini
  - Adira
  - Afidenta
  - Afidentula
  - Afissula
  - Afilachna
  - Chnootriba
  - Epilachna
  - Henosepilachna
  - Macrolasia
  - Subafissa
  - Subcoccinella
  - Toxotoma
- Tribo Epivertini
  - Epiverta
- Tribo Madaini
  - Bambusicola
  - Cynegetis
  - Damatula
  - Lorma
  - Mada
  - Malata
  - Megatela
  - Merma
  - Pseudodira
  - Tropha
- Tribo Eremochilini
  - Eremochilus